# Gare d’Albigny – Neuville
Gare d’Albigny – Neuville – stacja kolejowa w Albigny-sur-Saône, w departamencie Rodan, w regionie Owernia-Rodan-Alpy, we Francji.
Jest stacją Société nationale des chemins de fer français (SNCF), obsługiwaną przez pociągi TER Rhône-Alpes.